# Melanoplus torridus
Melanoplus torridus är en insektsart som beskrevs av Roberts 1947. Melanoplus torridus ingår i släktet Melanoplus och familjen gräshoppor. Inga underarter finns listade i Catalogue of Life.